# هنوز به اندازه کافی سیاه نیست
هنوز به اندازهٔ کافی سیاه نیست (به انگلیسی: Still Not Black Enough) ‎۶اُمین آلبوم استودیویی گروه هوی متال وسپ است که در ژوئن ۱۹۹۵ منتشر شد. این آلبوم در ابتدا قرار بود به‌عنوان آلبوم شخصی بلکی لاولس منتشر شود و به همین خاطر تا ماه آگوست سال ۱۹۹۶ در آمریکا منتشر نشد، اما او نظرش تغییر کرد و آن را تحت نام وسپ روانهٔ بازار کرد. مشابه این اتفاق قبل از انتشار آلبوم کریمسون آیدل هم افتاده‌بود.
هنوز به اندازهٔ کافی سیاه نیست در واقع ادامهٔ آلبوم کریمسون آیدل است اما به‌جای روایت شرح حال شخصیت «جاناتان استیل» و پرداختن به سرگذشت غمناک او، بیشتر به بلکی لاولس می‌پردازد و به‌نوعی کشف رابطه‌ای است میان خودش و جاناتان. محتوای آلبوم را می‌توان با درگذشت مادر بلکی-که مدتی پس از برگزاری تور کریمسون آیدل اتفاق افتاد- و بلکی بر اثر آن اتفاق بسیار اندوهگین و پریشان شد مرتبط دانست.

## افراد مشارکت‌کننده
- بلکی لاولس: آواز، ریتم گیتار، گیتار آکوستیک، کیبورد، باس و سیتار
- باب کیولیک: لید گیتار
- مارک جوزفسن: ویلون الکتریک
- فرانکی بنلی: درامز
- استت هاولند: پرکاشن
- تریسی ویتنی: هم‌آوایی
- کی.سی کالوی: هم‌آوایی